# Yersinia pestis
Yersinia pestis (tidigare känd som Pasteurella pestis) är bakterien som orsakar pest. Den är en gramnegativ, stavformad och fakultativ anaerob bakterie inom familjen Yersiniaceae. Den kan infektera djur och människor, där pestloppan (Xenopsylla cheopis) är den främsta spridaren till människan, och bakterien orsakar pest som uppträder som böldpest, lungpest eller blodpest. Y. pestis upptäcktes år 1894 av Alexandre Yersin och orsakade bland annat digerdöden som tog död på två tredjedelar av Europas befolkning på 1300-talet. Dagens antibiotika är en effektiv bot mot pest.

## Skadeverkan
När Y. pestis stöter på en fagocyt, släpper den ut proteiner som förhindrar fagocytos och som dödar fagocyten, samtidigt minskar bakterien den infekterade organismens inflammatoriska egenskaper. Denna egenskap att kringgå kroppens naturliga försvarsmekanismer gör Y. pestis till en väldigt dödlig bakterie. 
Inuti värden förökar sig bakterien och tar sig till lymfsystemet. Därifrån tar de sig till lymfkörtlarna där de orsakar blödningar och svullnad. Dessa ger efter en veckas inkubationstid upphov till bölder, därav namnet böldpest. En människa smittad med böldpest löper en 50-60% risk att dö utan vård.
Om bakterier lyckas ta sig från lymfsystemet till blodsystemet utvecklas blodpest. Blodpest kännetecknas av blödningar och nekros i hela kroppen och dödlighetsfaktorn är 100% även med modern vård.[källa behövs]
Den tredje sortens pest, lungpest, är den mest smittsamma bland människor och inträffar när luftburna patogener från en hostande patient inhaleras. Även denna sort har en dödlighetsfaktor på 100% trots vård.

### Forskning kring pest
År 2000 rapporterade Didier Raoult och ett antal andra forskare upptäckten av Y. pestis när de utförde ett PCR-test på tandpulpan från en man funnen i en kyrkogård för pestoffer från 1400-talet i Montpellier.
En studie, som publicerades av ett internationellt forskarlag under oktober 2010, bekräftade att Y. pestis var orsaken till digerdöden och ett antal senare pestepidemier. För att identifiera bakterien använde forskarna sig av DNA och proteiner utvunna ur kroppar från pestoffer funna i Hereford England, Saint-Laurent-de-la-Cabrerisse Frankrike och Bergen op Zoom Nederländerna.

## Olika former av pest

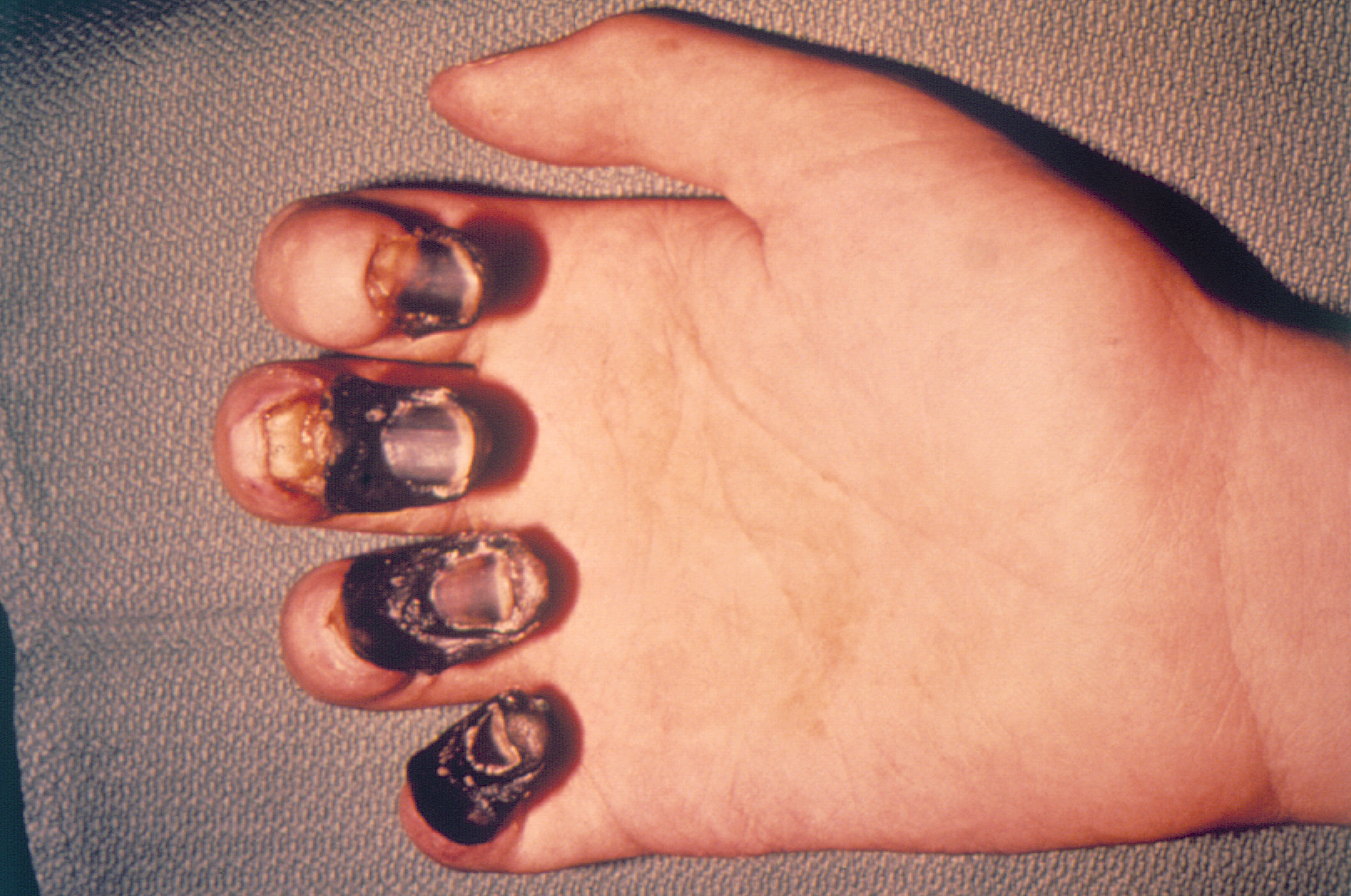
Namnet "svarta döden" kommer av den vävnadsdöd som uppstår vid blodpest, särskilt på tår och fingrar, vilket gör att dessa svartnar.

De finns tre olika varianterna av pest:
- Böldpest, som främst smittar från pestloppan.[1] Inkubationstid på 6-8 dagar där bakterien förökar sig aktivt. Symptomen är allmän brist på energi, feber, huvudvärk och frossa som uppkommer plötsligt under slutet av inkubationstiden, ansvällning i lymfkörtlarna som ger upphov till bölder i skrevet, vilket är det klassiska kännetecknet för böldpest. Vid tidig behandling med antibiotika är dödligheten låg.[1]

- Lungpest, som inträder när bakterierna når lungorna i form av en lunginflammation.[1] Symptomen är feber, frossa, hosta, bröstsmärtor, blodstörtning, letargi, hypotoni och cirkulationssvikt. En del av symptomen är ibland inte synliga och infekterade kan även dö av blodpest innan några symptom framträder. Vid obehandlad lungpest kan det bildas kallbrand i lungorna.

- Blodpest, som utvecklas ur de två andra formerna när bakterierna når blodbanan.[1] Symptomen är hypotoni, hepatosplenomegali, cirkulationssvikt, energibrist och delirium. Hos barn förekommer även krampanfall. Namnet "svarta döden" kommer av att det vid blodpest bildas mikroskopiska koagulationer i form av blodproppar i blodkärlen. Detta gör att blodcirkulationen i fingrar och tår försämras och till slut upphör, och nekros, det vill säga lokal vävnadsdöd, uppstår. Obehandlad nekros leder till kallbrand, det vill säga omfattande vävnadsdöd.

## Utbredning
Idag förekommer Y. pestis i ett femtontal länder, däribland delar av USA, Kongo-Kinshasa, Tanzania och Madagaskar. På Madagaskar bryter en pestsäsong ut årligen vid regnperiodens början i slutet av augusti. Någon månad senare toppar antalet smittade för att sedan minska och helt försvinna i april.

## Spridning

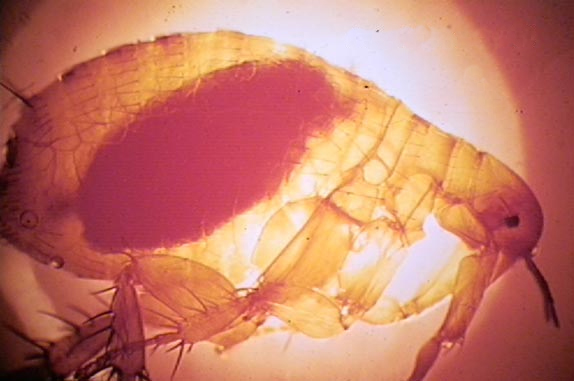
Pestloppan (Xenopsylla cheopsis) svullen av blod efter att den ätit.

Bakterien smittar oftast i form av böldpest, genom bett från pestloppan (Xenopsylla cheopsis) som lever på gnagare som råttor, möss, präriehundar eller ekorrar. Eftersom råttor och möss lever närmast människan är det främst dessa arter som sprider bakterien vidare till människan. Man kan även smittas genom att handskas med smittade djur. Vid lungpest sprids även smittan via salivdroppar vid upphostningar.
När infekterade råttor dör av pest sjunker deras kroppstemperatur och deras blod koagulerar. Lopporna flyttar sig då till närliggande värmekällor med tillgång till blod. Den nya värden är oftast en råtta, men om det är i en trång miljö som är infekterad med råttor är sannolikheten hög för att loppornas nya värdar är människor. 
Även lopporna själva blir påverkade av sjukdomen. Bakterierna som loppan fick i sig när den åt från ett infekterat djur förökar sig tills att de blockerar loppans mag-tarmkanal så att mat inte längre kan tränga fram. Detta leder till att loppan blir hungrigare och biter allt oftare, vilket infekterar allt fler offer.
Den allvarligaste formen av pest, lungpest, kan även smitta genom inandning av patogener som hostats upp av en infekterad individ.

### Smittbärare
Den huvudsakliga smittbärande loppan är Xenopsylla cheopis eller pestloppan som den också kallas. Även andra arter av släktet Xenopsylla och loppor från andra släkten har visats kunna bära på Y. pestis. 
Vilka gnagare som blir värdorganismer åt lopporna beror på geografiskt läge och miljön. Men den som är mest förknippad med pesten är svartråttan som anses vara den som förde med sig pesten och Y. pestis från Asien.
Man har upptäckt att en del gnagare blivit resistenta mot bakterien vilket kan medföra att de blivit asymptomatiska bärare.

## Kliniska aspekter

### Identifiering
Med hjälp av gramfärgning kan man bekräfta förekomsten av gramnegativa stavar. Sjukdomen kan även diagnostiseras genom identifikation av Y. pestis bakterien från sputum eller från vätska tagen från lymfkörtlarna.

### Behandling
Sjukdomen går, ifall den är i ett tidigt stadium av böldpest, att behandla med olika antibiotika som streptomycin, kloramfenikol, kinolon och tetracyklin. Studier visar även på att användandet av doxycyklin och gentamicin är effektiva mot bakterien.

### Immunitet
Att återhämta sig från sjukdomen medför en livstids immunitet. Det finns även vaccin som främst används till att skydda medicinsk personal och smittades familjer. Immuniteten medför dock en dold fara. Under Vietnamkriget upptäcktes det att resistenta individer i sällsynta fall kan bli asymptomatiska bärare, men endast under en kort period.